# Parafia św. Piotra Apostoła w Momajnach
Parafia świętego Piotra Apostoła w Momajnach – parafia rzymskokatolicka znajdująca się w archidiecezji warmińskiej, w dekanacie Kętrzyn.